# Tasanapol Inthraphuvasak
Tasanapol Inthraphuvasak (Bangkok, Tailandia, 14 de noviembre de 2005) es un piloto de automovilismo tailandés que compite en el Campeonato de Fórmula 3 de la FIA en el equipo español Campos Racing.
Hizo su debut el año 2021 en el campeonato de Fórmula 4 de los Emiratos Árabes Unidos, desde entonces ha competido en otros campeonatos de la misma categoría, como la F4 Francesa, Británica y Española. Ha participado también en campeonatos de Fórmula Regional y de Fórmula 3 desde 2024, compitiendo ese año con AIX Racing y en 2025 con Campos Racing.

## Carrera deportiva

### Karting
Inthraphuvasak empezó en el karting en el año 2013, a la edad de 8 años. Compitió en campeonatos en Tailandia, su país nativo, y varios países de Asia hasta 2017, donde empezó a competir por Europa y Estados Unidos.

### Fórmula 4

#### 2021
Tasanapol hizo su debut en enero de 2021, en el Campeonato de EAU de Fórmula 4 con el equipo Xcel Motorsport. Terminó 5.º en la tabla final, con tres podios y consiguiendo una segunda plaza en el circuito Yas Marina.

#### 2022
Inthraphuvasak volvió a participar en Emiratos Árabes Unidos, esta vez con el equipo MP Motorsport. En la primera carrera del campeonato consiguió la pole position. Este año cambió a la F4 Española, con el mismo equipo. Este año consiguió una pole en Portimão, también consiguió en esa misma carrera su única victoria de la temporada.

### Fórmula 3

#### 2024
Tasanapol participó por primera vez en el Campeonato de Fórmula 3 de la FIA en 2024, con el equipo AIX Racing. Este año consiguió un podio en la carrera sprint de la ronda de Budapest, justo detrás de su compañero Nikita Bedrin, consiguiendo por primera vez para el equipo AIX un 1-2.

#### 2025
Para 2025 fichó por el equipo español Campos Racing para competir en su segunda temporada de Fórmula 3, siendo compañero de Mari Boya y Nikola Tsolov.

## Resumen de carrera
| Temporada | Categoría                                       | Equipo                 | Carreras     | Victorias    | Poles        | VR           | Podios       | Puntos       | Pos.         |
| --------- | ----------------------------------------------- | ---------------------- | ------------ | ------------ | ------------ | ------------ | ------------ | ------------ | ------------ |
| 2021      | Campeonato de EAU de Fórmula 4                  | Xcel Motorsport        | 20           | 0            | 0            | 0            | 3            | 154          | 5.º          |
| 2021      | Campeonato de F4 Británica                      | Carlin                 | 30           | 1            | 0            | 0            | 3            | 123          | 10.º         |
| 2021      | Campeonato Francés de F4                        | FFSA Academy           | 3            | 0            | 0            | 0            | 2            | 0            | NC†          |
| 2022      | Campeonato de EAU de Fórmula 4                  | MP Motorsport          | 20           | 1            | 2            | 1            | 3            | 163          | 7.º          |
| 2022      | Campeonato de España de F4                      | MP Motorsport          | 21           | 1            | 1            | 0            | 2            | 63           | 9.º          |
| 2022      | Ultimate Cup Series Challenge Monoplace - F3R   | Graff                  | 6            | 5            | 3            | 6            | 6            | 164          | 12.º         |
| 2022      | Thailand Super Series - GTC                     | AAS Motorsport         | 2            | 1            | 0            | 1            | 2            | 35           | 8.º          |
| 2022      | Thailand Super Series - GTM                     | AAS Motorsport         | 2            | 0            | 0            | 0            | 0            | 16           | 11.º         |
| 2023      | Campeonato de Fórmula Regional de Medio Oriente | Pinnacle VAR           | 14           | 0            | 0            | 0            | 1            | 19           | 19.º         |
| 2023      | Eurocup-3                                       | Campos Racing          | 15           | 0            | 2            | 0            | 4            | 142          | 6.º          |
| 2023      | Thailand Super Series - GT3                     | AAS Motorsport         | 2            | 0            | 0            | 0            | 1            | 0            | NC†          |
| 2024      | Campeonato de Fórmula Regional de Medio Oriente | PHM AIX Racing         | 15           | 0            | 0            | 2            | 3            | 86           | 9.º          |
| 2024      | Campeonato de Fórmula 3 de la FIA               | PHM AIX Racing         | 4            | 0            | 0            | 0            | 0            | 9            | 24.º         |
| 2024      | Campeonato de Fórmula 3 de la FIA               | AIX Racing             | 16           | 0            | 0            | 0            | 1            | 9            | 24.º         |
| 2025      | Eurocup-3 - Winter Series                       | Griffin Core by Campos | 3            | 0            | 0            | 0            | 0            | 12           | 16.º         |
| 2025      | Campeonato de Fórmula 3 de la FIA               | Campos Racing          | Disputándose | Disputándose | Disputándose | Disputándose | Disputándose | Disputándose | Disputándose |
| Fuente:   |                                                 |                        |              |              |              |              |              |              |              |

- † Inthraphuvasak era piloto invitado, por lo que no sumó puntos.

## Resultados

### Campeonato de Fórmula 3 de la FIA
(Clave) (negrita indica pole position) (cursiva indica vuelta rápida puntuable)

| Año   | Escudería      | 1   | 1   | 2   | 2   | 3   | 3   | 4   | 4   | 5   | 5   | 6   | 6   | 7   | 7   | 8   | 8   | 9   | 9   | 10  | 10  | Pos. | Puntos | Ref.   |
| ----- | -------------- | --- | --- | --- | --- | --- | --- | --- | --- | --- | --- | --- | --- | --- | --- | --- | --- | --- | --- | --- | --- | ---- | ------ | ------ |
| 2024  |                | SAK | SAK | MEL | MEL | IMO | IMO | MON | MON | BAR | BAR | SPI | SPI | SIL | SIL | BUD | BUD | SPA | SPA | MNZ | MNZ | 24.º | 9      | [ 13 ] |
| 2024  | PHM AIX Racing | 16  | 19  | Ret | Ret |     |     |     |     |     |     |     |     |     |     |     |     |     |     |     |     | 24.º | 9      | [ 13 ] |
| 2024  | AIX Racing     |     |     |     |     | Ret | 28  | 17  | 18  | 25  | 26  | 27  | 26  | 20  | 20  | 2   | 14  | 29  | 15  | 21  | 11  | 24.º | 9      | [ 13 ] |
| 2025* | Campos Racing  | MEL | MEL | SAK | SAK | IMO | IMO | MON | MON | BAR | BAR | SPI | SPI | SIL | SIL | SPA | SPA | BUD | BUD | MNZ | MNZ | 14.º | 13     | [ 14 ] |
| 2025* | Campos Racing  | 4   | 7   | 18  | 16  | 19  | 17  |     |     |     |     |     |     |     |     |     |     |     |     |     |     | 14.º | 13     | [ 14 ] |

- * Temporada en progreso.